# Kim Hellberg
Kim Alexander Hellberg, född 1 februari 1988 i Norrköping, är en svensk fotbollstränare. Han är sedan december 2023 huvudtränare för Hammarby IF i Allsvenskan. Tidigare spelade han fotboll på lägre nivå som mittfältare.

## Tränarkarriär

### Tidig karriär
Hellberg började sin tränarkarriär med lokala Kimstad GoIF 2011, och vann division 5 under sin debutsäsong. 2013 utsågs Hellberg till huvudtränare för Kuddby IF. På tre säsonger ledde han Kuddby från division 5 till Division 3.
2017 anslöt Hellberg till IF Sylvia i Division 2. Under hans andra säsong 2018 som ansvarig för klubben, ledde han laget till en uppflyttning till Ettan.
Den 4 januari 2020 gick Hellberg till den allsvenska klubben IFK Norrköping som assisterande tränare till Jens Gustafsson. Han blev därmed tillsammans med sin far Stefan Hellberg en del av tränarstaben. Den 10 april 2021 skrev Hellberg på ett nytt tvåårskontrakt med klubben och fortsatte som assistent till den nye huvudtränaren Rikard Norling.

### IFK Värnamo
Den 6 december 2021 utsågs Hellberg till ny huvudtränare för IFK Värnamo och skrev på ett tvåårskontrakt inför den första allsvenska säsongen någonsin i klubbens historia. 2022 slutade Värnamo överraskande på 10:e plats i den allsvenska tabellen och undvek nedflyttning med 20 poäng.
Inför säsongen 2023 väckte Hellberg intresse från den allsvenska klubben IFK Göteborg, men han bestämde sig för att tacka nej till flytten. Istället ledde han Värnamo till en 5:e plats i Allsvenskan, efter en stark andra halva av säsongen. I slutet av säsongen nominerades Hellberg till priset Årets Allsvenska Manager, men priset gick till slut till Jimmy Thelin från IF Elfsborg. Den 17 november 2023 meddelades att Hellberg skulle lämna Värnamo i slutet av året vid utgången av hans kontrakt.

### Hammarby IF
Den 14 december 2023 tillkännagavs Hellberg som ny huvudtränare för Hammarby IF i Allsvenskan och skrev på ett treårskontrakt.
Hammarby blev under Kim Hellbergs ledning 2024 ett rekordår med en andraplacering, vilket var klubbens högsta sedan 2001.

## Familj
Kim är son till fotbollstränaren Stefan Hellberg.